# Caixin
Caixin (chinois : 财新传媒) est un groupe média chinois dont le siège est situé à Pékin qui publie des informations financières et économiques et est connu pour ses investigations.
Le groupe est fondé est 2009 par la journaliste Hu Shuli, après son départ du magazine économique Caijing (en), qu'elle avait également fondé, en 1998,,.
Caixin a une ligne éditoriale plutôt progressiste et libérale et dénonce des scandales de corruption, notamment les pratiques « douteuses » du groupe d'assurances Anbang et de son patron. Bien que Caijing était connu pour s'opposer régulièrement aux autorités chinoises, qui s'efforçait de faire museler sa rédaction, Caixin soutient la campagne anticorruption du président Xi Jinping. En 2020, lors de la crise liée à l'épidémie de Covid-19 en Chine, le média est l'un des principaux diffuseurs de révélations sur la situation nationale.